# Rich Williams
Rich Williams, właśc. Richard Williams (ur. 1 lutego 1950) – amerykański gitarzysta, od 1974 roku występujący z grupą Kansas. Rich stracił prawe oko w dzieciństwie przez fajerwerki. Przez wiele lat nosił protezę, obecnie na koncertach występuje z przesłoną na oko.